# Liste der Bodendenkmäler in Heroldsbach
Auf dieser Seite sind die Bodendenkmäler in der oberfränkischen Gemeinde Heroldsbach zusammengestellt. Diese Tabelle ist eine Teilliste der Liste der Bodendenkmäler in Bayern. Grundlage ist die Bayerische Denkmalliste, die auf Basis des Bayerischen Denkmalschutzgesetzes vom 1. Oktober 1973 erstmals erstellt wurde und seither durch das Bayerische Landesamt für Denkmalpflege geführt wird. Die folgenden Angaben ersetzen nicht die rechtsverbindliche Auskunft der Denkmalschutzbehörde.

## Bodendenkmäler in Heroldsbach
| Lage       | Objekt | Akten-Nr.     | Bild |
| ---------- | --- | ------------- | ---- |
| (Standort) | Bestattungsplatz mit Grabhügel vorgeschichtlicher Zeitstellung | D-4-6231-0028 |      |
| (Standort) | Vermutlich vorgeschichtliche Siedlung und frühmittelalterliche Wüstung | D-4-6231-0043 |      |
| (Standort) | Untertägige Bauteile der spätmittelalterlichen St.-Veit-Kirche sowie vermutlich Körpergräber des Mittelalters und der Neuzeit                                                      | D-4-6231-0094 |      |
| (Standort) | Freilandstation des Mesolithikums | D-4-6231-0117 |      |
| (Standort) | Frühmittelalterliche Abschnittsbefestigung „Altenburg“ | D-4-6331-0001 |      |
| (Standort) | Untertägige Bauteile der spätmittelalterlichen bis neuzeitlichen Pfarrkirche, Fundamente eines mittelalterlichen Vorgängerbaus sowie Körpergräber des Mittelalters und der Neuzeit | D-4-6331-0002 |      |
| (Standort) | Untertägige Bauteile der spätmittelalterlichen bis frühneuzeitlichen Kirche sowie Körpergräber des Mittelalters und der Neuzeit                                                    | D-4-6331-0004 |      |
| (Standort) | Fundamente der mittelalterlichen Wasserburg Thurn und des frühneuzeitlichen Schlosses                                                                                              | D-4-6332-0193 |      |